# Три Плок (Бергамо)
Три Плок је насеље у Италији у округу Бергамо, региону Ломбардија.
Према процени из 2011. у насељу је живело 290 становника. Насеље се налази на надморској висини од 232 м.